# Henrik Helleday
Henrik Helleday, född 30 juli 1702, död 10 januari 1767, var en svensk jurist och politiker.

## Biografi
Henrik Helleday föddes 1702. Han var son till juveleraren Johan Helleday (1670–1711) och Elisabet Feif. Helleday var från 1717 till 1722 student vid Uppsala universitet och blev 1731 civilnotarie vid Södra kämnärsrätten. Han blev 1745 stadsnotarie i Stockholm och 1753 rådman i staden. Helleday var riksdagsman för borgarståndets vid riksdagen 1755–1756. Han avled 1767.

### Familj
Helleday gifte sig 1727 med Regina Dorotea Emséen.